# Milroy (Minnesota)
Milroy és una població dels Estats Units a l'estat de Minnesota. Segons el cens del 2000 tenia 271 habitants.

## Demografia
Segons el cens del 2000, Milroy tenia 271 habitants, 119 habitatges, i 76 famílies. La densitat de població era de 418,5 habitants per km².
Dels 119 habitatges en un 28,6% hi vivien nens de menys de 18 anys, en un 45,4% hi vivien parelles casades, en un 12,6% dones solteres, i en un 36,1% no eren unitats familiars. En el 33,6% dels habitatges hi vivien persones soles l'11,8% de les quals corresponia a persones de 65 anys o més que vivien soles. El nombre mitjà de persones vivint en cada habitatge era de 2,28 i el nombre mitjà de persones que vivien en cada família era de 2,87.
Per edats la població es repartia de la següent manera: un 26,9% tenia menys de 18 anys, un 6,3% entre 18 i 24, un 26,2% entre 25 i 44, un 23,2% de 45 a 60 i un 17,3% 65 anys o més.
L'edat mediana era de 40 anys. Per cada 100 dones de 18 o més anys hi havia 104,1 homes.
La renda mediana per habitatge era de 33.625 $ i la renda mediana per família de 36.042 $. Els homes tenien una renda mediana de 29.722 $ mentre que les dones 18.750 $. La renda per capita de la població era de 16.866 $. Entorn del 5,2% de les famílies i el 9,3% de la població estaven per davall del llindar de pobresa.

## Poblacions properes
El següent diagrama mostra les poblacions més properes.